# Keltakangas
Keltakangas est un quartier d'Anjalankoski à Kouvola en Finlande .

## Description
C'est le chef-lieu de l'ancienne ville d'Anjalankoski et de la commune de Sippola qui l'a précédée. 
Le quartier de Keltkangas est située près de Myllykoski, à l'est du fleuve Kymijoki, le long de la route nationale 15.
À  Keltakangas se trouve, l'ancienne mairie d'Anjalankoski. 
Conçu par l'architecte Seppo Kasanen, le bâtiment a été construit en 1966 en tant que mairie de Sippola.
Ses quartiers voisins sont Myllykoski, Inkeroinen, Anjala, Ummeljoki et Sippola.

## Galerie

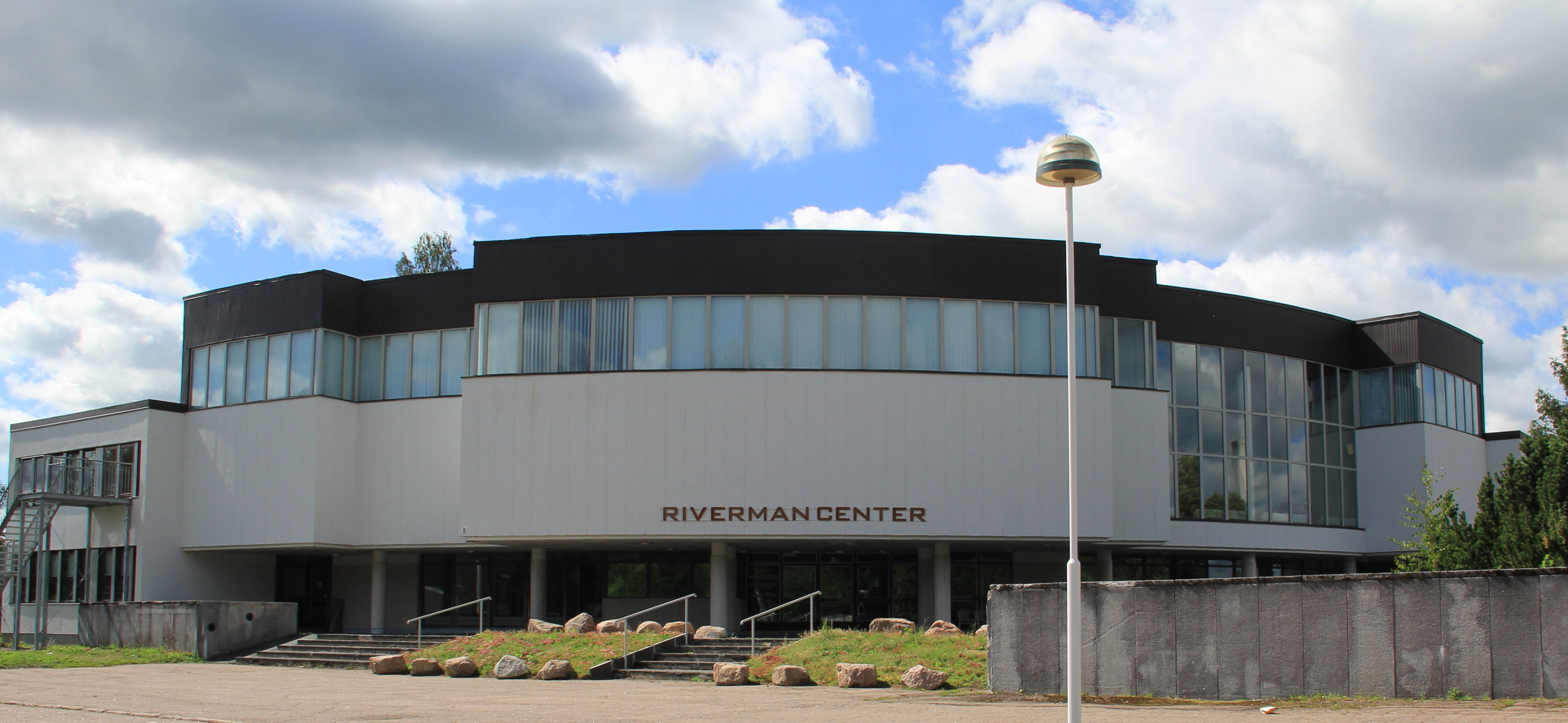
L'ancienne mairie d'Anjalankoski.